# Mariahilf
Mariahilf es el sexto distrito de Viena, Austria. Está ubicado a poca distancia al suroeste del distrito centro y del río Danubio, y fue establecido en el año 1850. A 1 de enero de 2016 tenía 31 621 habitantes en un área de 1,48 km². En este distrito se sitúa el Theater an der Wien y la iglesia Mariahilf.
En el teatro citado fue estrenada la ópera de Mozart La flauta mágica, el 30 de septiembre de 1791.

## Imágenes

Theater an der Wien
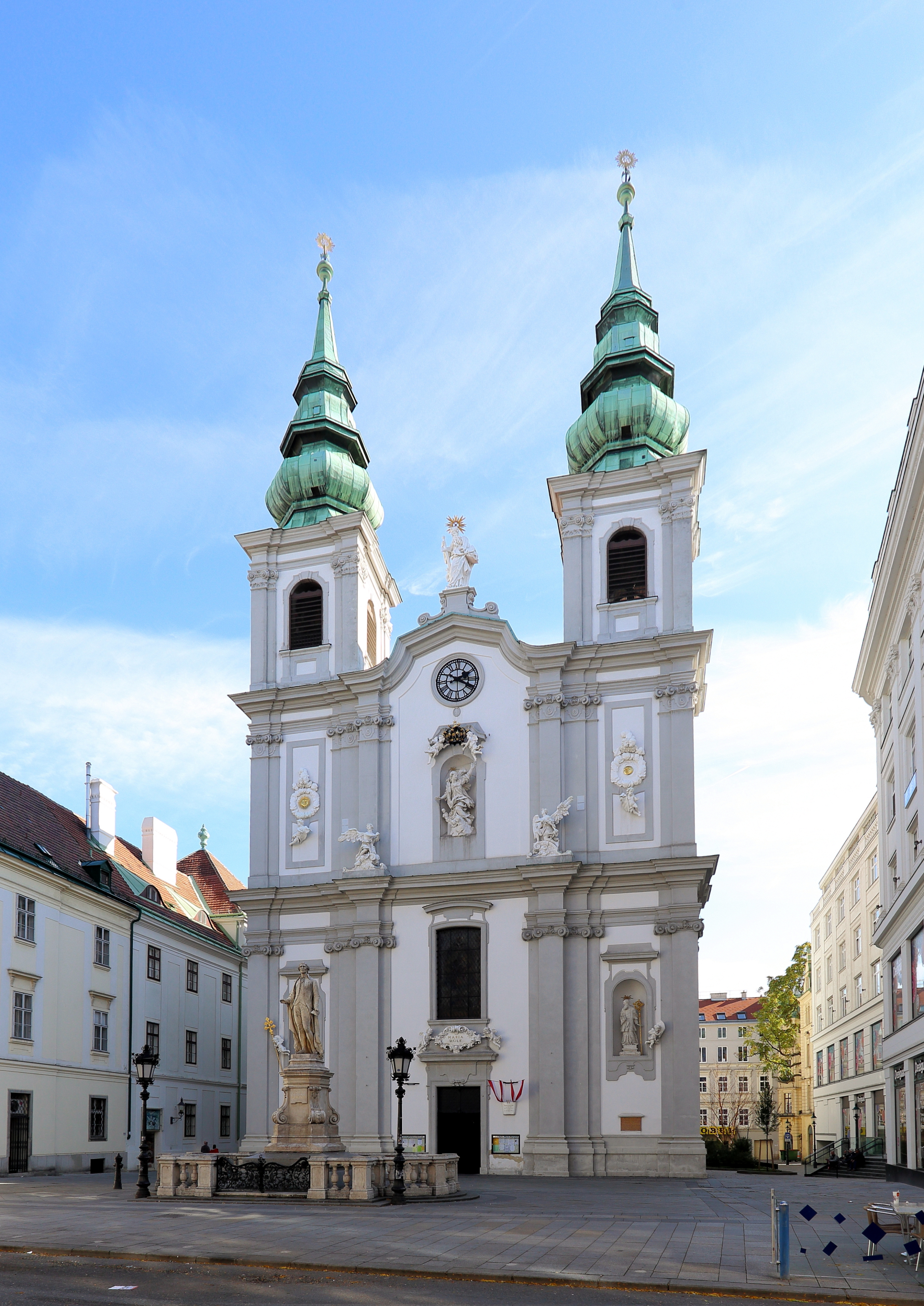
Iglesia Mariahilf